# No Time to Chill
A No Time to Chill a Scooter ötödik albuma, az első, amit Axel Coonnal közösen vettek fel. 1998. július 20-án jelent meg, illetve 2013. augusztus 30-án kétlemezes változatban, a „20 Years of Hardcore”-sorozaton belül, digitálisan újrakeverve. Az új felállás is remekül bizonyított: a Scooter népszerűsége töretlen maradt.

## Áttekintés
Ferris kiválása után egy fiatal DJ-tehetség, a Lacoon néven is ismert Axel Coon lett a Scooter tagja. Axel nem volt ismeretlen a csapat számára: amellett, hogy bejáratos volt a stúdiójukba, egy ízben helyettesítette a sérült Ricket egy fellépés során.
1998-ban már lecsengőben voltak a kilencvenes évek elejének népszerű stílusai, a happy hardcore és a rave is kezdtek kikopni a mainstream irányzatok közül. Ez, és a tagcsere is indokolta, hogy a Scooter stílust váltson, és a zenéjét technósabbra, trance-esebbre módosítsa. Ennek a stílusváltásnak a remek bizonyítéka a "No Time To Chill", noha ez még mindig inkább átmeneti, kísérletező albumnak tekinthető a "Back To The Heavyweight Jam" előtt.

## A dalokról
Az intro, a „Last Warning” egy egyszerű visszaszámlálás. Ezt követi a „How Much Is the Fish?”, az új éra első kislemeze, mely a mai napig a koncertek elmaradhatatlan kelléke - közönségénekeltetés, skót stílusú dallam, és erőteljes szöveges rész jellemzik. A „We Are the Greatest” a második kislemez dupla A-oldalának egyik fele - egy nagyon érdekes szám, mert szokatlan, electric boogie-ra hasonlító stílusa és gépi eltorzított hangú szövegbetétei vannak, egyszóval homlokegyenest eltér a korábbi Scooter-számoktól. A „Call Me Mañana” a harmadik kislemezre került szám, melynek albumverziója egy némiképp gyors techno-szerzemény, a végén egy picit lassabb kiállással - ezzel szemben a kislemezverzió teljesen új dallamot és kiállást is kapott, melyek sokkal populárisabbá tették a dalt. A „Don’t Stop” egy félig instrumentális dal, gyors tempóban. Az "I Was Made For Lovin’ You" egy technosítótt Kiss-feldolgozás, mely dupla A-oldalas kislemezként jelent meg a „We Are the Greatest”-tel. Ezt követi a nyugodt, lassú tempójú instrumentális dalbetét, a „Frequent Traveller”
A korábbi évek hangzásának folytatása az „Eyes Without A Face”, mely egy akusztikus gitárra és szintetizátorra írt Billy Idol-feldolgozás, H.P. érzelemdús tálalásában. Ezután jón a „Hands Up!”, mely a „Fire” folytatásának tekinthető, energikus szövegeivel, gyors tempójával, és elektromos gitár-effektjeivel. Az ezt követő „Everything’s Borrowed” kicsit trance-es dallamvilágú, borongós hangvételű, fél-instrumentális szám. Eltér tőle az „Expecting More From Ratty”, mely electro/hiphop betéttel is rendelkező techno szám, H.P. már-már rap-szerű szövegeivel. A lemezt a „Time And Space” zárja, mely a Scooter történetének első olyan trance-száma, mely jellemzően az albumok legutolsó trackjeként instrumentális lezárását adja az anyagnak.

## Számok listája

### CD1
| #  | Cím                       | Szerző                                              | Hossz |
| -- | ------------------------- | --------------------------------------------------- | ----- |
| 1  | Last Warning              | H.P. Baxxter, Rick J. Jordan, Axel Coon, Jens Thele | 0:56  |
| 2  | How Much Is the Fish?     | H.P. Baxxter, Rick J. Jordan, Axel Coon, Jens Thele | 3:45  |
| 3  | We Are the Greatest       | H.P. Baxxter, Rick J. Jordan, Axel Coon, Jens Thele | 5:08  |
| 4  | Call Me Mañana            | H.P. Baxxter, Rick J. Jordan, Axel Coon, Jens Thele | 3:54  |
| 5  | Don’t Stop                | H.P. Baxxter, Rick J. Jordan, Axel Coon, Jens Thele | 3:39  |
| 6  | I Was Made For Lovin’ You | Paul Stanley, Desmond Child, Vini Poncia            | 3:32  |
| 7  | Frequent Traveller        | H.P. Baxxter, Rick J. Jordan, Axel Coon, Jens Thele | 3:35  |
| 8  | Eyes Without A Face       | Billy Idol, Steve Stevens                           | 3:17  |
| 9  | Hands Up!                 | H.P. Baxxter, Rick J. Jordan, Axel Coon, Jens Thele | 4:05  |
| 10 | Everything’s Borrowed     | H.P. Baxxter, Rick J. Jordan, Axel Coon, Jens Thele | 5:13  |
| 11 | Expecting More From Ratty | H.P. Baxxter, Rick J. Jordan, Axel Coon, Jens Thele | 4:10  |
| 12 | Time And Space            | H.P. Baxxter, Rick J. Jordan, Axel Coon, Jens Thele | 4:49  |

### CD2 (Limited)
1. Vallée De Larmes (Axel Coon Mix)
2. I Was Made For Lovin’ You (Remix)
3. I’m Raving (Remix)
4. We Are the Greatest (Extended)
5. How Much Is the Fish? (Extended)

- How Much Is the Fish (Video)
- We Are the Greatest (Video)
- I Was Made For Lovin’ You (Video)
- Scooter képernyőkímélő

### 20 Years of Hardcore bónusztartalom
1. How Much Is The Fish? (Extended Fish)
2. How Much Is The Fish? (Clubfish)
3. How Much Is The Fish? (Live In Hamburg Version)
4. K.I.Z. - Was Kostet Der Fisch?
5. Sputnik
6. We Are The Greatest (Single Version)
7. We Are The Greatest (Extended)
8. Greatest Beats
9. Call Me Mañana (Heavy Horses Radio)
10. Call Me Mañana (Heavy Horses Extended)
11. Bramfeld

## Közreműködtek
- H.P. Baxxter (ének, szövegek, gitár)
- Rick J. Jordan (szintetizátor, keverés, szerkesztés)
- Axel Coon (szintetizátor, keverés, szerkesztés)
- Jens Thele (szerzőtárs, menedzser)
- Nikk (vokál)
- Helge Vogt (gitár)
- Marc Schilkowski (CD-borító)

## Érdekességek
- Az Expecting More from Ratty címében a Ratty a csapat egyik álnevére utal, amelyiken több remixet is készítettek.
- Az album "20 Years Of Hardcore" változata kétszeri elhalasztásra került. Feltehetőleg a "Call Me Mañana" miatt, amely esetében a szerzők nevét fel kellett tüntetni. A lemezen ráadásul sikerült egy hibát is ejteni:a "We Are the Greatest" "Extended" verziója helyett még egyszer rátették az albumverziót.

## Videóklipek
A "How Much Is The Fish?" klipje a magyarok számára különösen fontos, hiszen egy budapesti fellépés során készített koncertfelvételek láthatóak benne; ezen felül pedig a történeti része egy lányról szól, akit egy motorosbanda üldöz egy parkolóházban, ám az itt focizó fiatalok ötletes módon a segítségére sietnek.
A „We Are the Greatest” és az „I Was Made For Lovin’ You” nemcsak dupla A-oldalként képeznek egy párt, hanem klipjükben is osztoznak. Mindkettő felvétele egyszerre készült Berlinben egy mélygarázsban, és több közös jelenetük is van. A „We Are the Greatest” a jövőben játszódik, ahol az ezüstszínű egyenruhába öltözött emberek valamiféle vezérként tisztelik H.P.-t. Az „I Was Made For Lovin’ You”-ban pedig a testvérklipben a számítógép által beszippantott leányzó vízióját láthatjuk, ahogy a Scooter, valódi együttesként szerepelve zenél.
A „Call Me Mañana” videójában a zenekar lóháton vonul a vadnyugaton. Betérnek egy városkába, ahol egy rejtélyes szellemalak elkapja őket, és fel akarja őket kötni. Szerencséjükre három, kommandósnak öltözött leányzó megmenti őket s szabadon távozhatnak.

## Feldolgozások
- How Much Is the Fish?: Bots - Sieben Tage Lang
- We Are the Greatest: Break Machine – Street Dance, Freestyle - Don’t Stop The Rock
- Call Me Mañana: L.A. Style – James Brown Is Dead (csak a kislemezváltozatban)
- I Was Made For Lovin’ You: KISS – I Was Made For Lovin’ You
- Eyes Without A Face: Billy Idol – Eyes Without A Face

## Helyezések

### Nagylemez
| Ország        | Helyezés   |
| ------------- | ---------- |
| Csehország    | Aranylemez |
| Magyarország  | Aranylemez |
| Finnország    | Aranylemez |
| Lengyelország | Aranylemez |
| Lettország    | Aranylemez |
| Szlovákia     | Aranylemez |
| Németország   | 4          |
| Svédország    | 16         |
| Svájc         | 20         |
| Ausztria      | 27         |
| Norvégia      | 28         |

### Kislemezek
| Év   | Kislemez                                        | Németország | Belgium | Finnország | Ausztria | Izrael | Svájc | Norvégia | Hollandia | Svédország | Szlovénia | Görögország | Dánia |
| ---- | ----------------------------------------------- | ----------- | ------- | ---------- | -------- | ------ | ----- | -------- | --------- | ---------- | --------- | ----------- | ----- |
| 1998 | How Much Is The Fish?                           | 3           | 1       | 2          | 9        | 11     | 13    | 19       | 21        | 23         | -         | -           | -     |
| 1998 | We Are The Greatest / I Was Made For Lovin' You | 26          | 50      | -          | 36       | -      | -     | -        | 98        | 45         | -         | -           | -     |
| 1999 | Call Me Mañana                                  | 16          | 10      | 7          | 24       | -      | 25    | -        | -         | 6          | 14        | 17          | 28    |